# Telegrafist

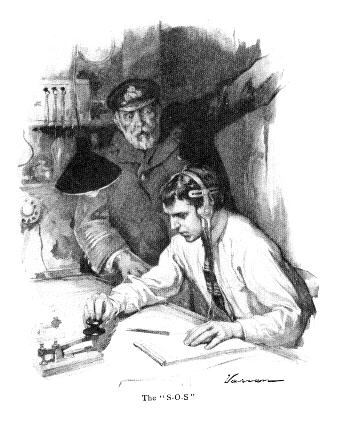
En fartygsradiotelegrafist som sänder nödsignal med morsenyckel.

En telegrafist är ursprungligen en person som betjänar en optisk eller trådbunden telegraf av något slag. I samband med radions intåg i början av 1900-talet, övergick beteckningen telegrafist även till att gälla yrkesbeteckningen radiotelegrafist, det senare blev man genom att avlägga godkänt prov för radiotelegrafistcertifikat.

## Radiotelegrafist

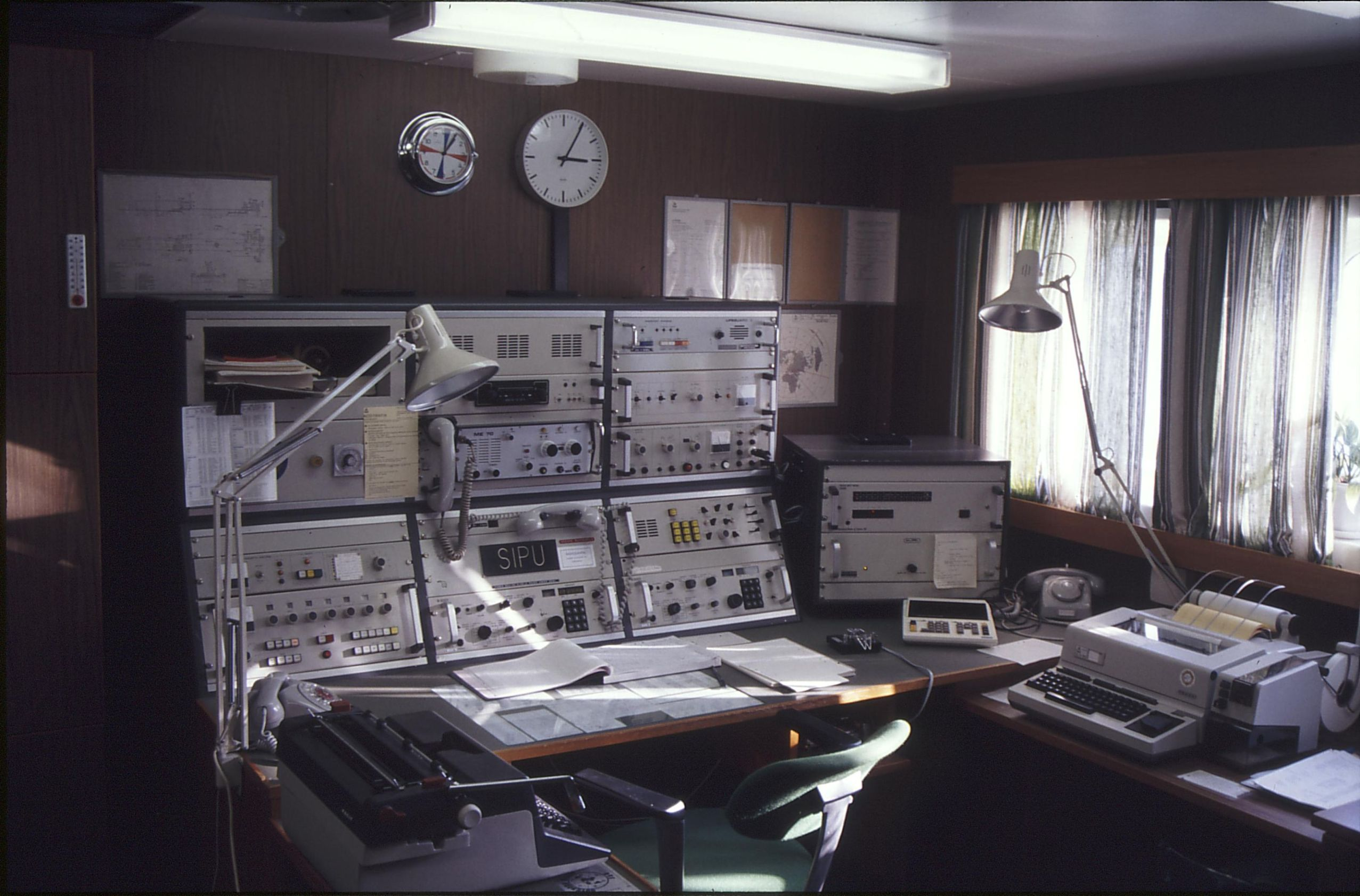
Fartygsradiostation på PCTC Madame Butterfly i maj 1986. Stationen är bland annat utrustad med Maritex för helautomatisk telex via kortvåg

En radiotelegrafist är en person som avlagt, av telemyndighet uppsatta, godkända prov för radiotelegrafistcertifikat. En radiotelegrafist kunde därefter söka anställning för arbete till sjöss på fartygsradiostation, vid kustradiostationer till lands, i flygtrafiktjänst, hos SMHI eller UD vilka krävde detta certifikat.
Englands - och förmodligen världens - första radiotelegrafist till sjöss var F S Stacey, som fick engelskt certifikat 1901.
Det första svenska certifikatet utfärdades av Kungl Telegrafstyrelsen till Josef Olsson från Karlskrona, som ett tillfälligt certifikat inför hans påmönstring som telegrafist på ångaren s/s Texas vid en resa till Amerika den 9 september 1912. .
Radiotelegrafistens arbetsuppgifter på fartygsradiostation var att upprätthålla samband, speciellt i nödsituationer, via radio på långvåg, kortvåg och VHF-banden med hjälp av telegrafi, radiotelefoni och telex (radio teletype, RTTY). I tjänsten ingick underhåll och enklare felsökning av radioutrustningen, samt allmänna kontorsgöromål, sköta pappersarbetet vid på/avmönstring och lönehantering ombord inklusive kontant utbetalning av lön i anlöpta länders valutor. Dessutom utskrift av inklareringshandlingar inför kommande hamnanlöp, mottagning av sjöväderprognos och det en gång per dygn på telegrafi utsända SAX-presset, dvs dagens viktigaste nyheter i telegramform (SAX är gruppanropssignal för alla svenska fartyg). Arbetstiden, eller radiovakthållningen, till sjöss i svenska handelsflottan var 8-timmar per 24-timmarsperiod i samråd med befälhavaren, samt extra vakttjänstgöring i samband med nödradiotrafik.
En radiotelegrafist räknades som däcksbefäl, direkt underställd fartygets befälhavare.
Radiotelegrafisten benämndes i dagligt tal som "gnisten" (eng. Sparks eller Sparky) både i örlogsflottan och handelsflottan. Kvinnliga radiotelegrafister benämndes "gnista" (eng. Sparklet), detta på grund av den tidiga radiosändartekniken med gnistsändare.
Radiotelegrafister som ville fortsätta med radiokommunikation efter avslutad anställning på fartyg hamnade oftast på kustradiostation eller hos FRA.
I takt med framväxande automatisk telekommunikation via satellit minskade behovet av radiotelegrafister under senare delen av 1900-talet, för att helt upphöra i svenska handelsflottan i samband med införandet av det satellitbaserade sjösäkerhetssystemet GMDSS den 1 februari 1999.  Med detta system krävdes inte längre personal med telegrafikunskaper ombord på fartygen, och då minskade också behovet av kustradiostationer i land.
Mera information om radiotelegrafist-epoken finns att få på Radiomuseet i Göteborg.
Örlogsflottans stamanställda radiosignalister kunde från 1920 och några årtionden framåt, som extra höjning av motivationen för sin militära utbildning, även avlägga prov för civilt radiotelegrafistcertifikat hos Telegrafverkets undervisningsanstalt (Ua).
Inom örlogsflottan används fortfarande optisk telegrafi med hjälp av morsealfabetet och signalstrålkastare, fasta eller handhållna. Orsaken till detta är att signalstrålkastaren ger en mycket smal ljusstråle med begränsad räckvidd vilket gör den svåravlyssnad. Personen som hanterar signalstrålkastaren har yrkesbeteckningen signalman.
Signalmannen behärskar också signalering med signalflaggor. Dessa används för ordergivning och manöversignaler mellan fartyg inom synhåll.

## Radiotelegrafister som författare
- Hild Henriksen : Gnista till sjöss, 1961
- Frank Bengtsson: Gnistflagor, 1987
- Claes-Göran Alstam: Telegrafisten och Natasja - sant och osant från hav och sjö, 2008